# Knud Romer
Knud Voll Romer Jørgensen (født 21. oktober 1960 i Nykøbing Falster) er en dansk forfatter.

## Uddannelse og beskæftigelse
Knud Romer blev student fra Nykøbing Katedralskole. Romer har studeret litteraturvidenskab på Københavns Universitet, men uden at afslutte uddannelsen.
Romer blev reklamemand hos Kunde & Co. og siden selvstændig.

## Forfatterskab
Romer fik i 1998 sin bogdebut som medredaktør af antologien Din store idiot og udgav i 2000 Guide til Københavns offentlige toiletter.
I 2006 fik han sin romandebut med Den som blinker er bange for døden. Romanen beskriver forfatterens opvækst i Nykøbing Falster med en dansk far og tysk mor, Hildegard Voll, hvis nationalitet gav anledning til chikane og til mobning af sønnen.
Hans erindringer fortsætter i Kort over Paradis, der udkom i 2018.

## Karriere
Knud Romer er i de elektroniske medier kendt som kulturanmelder i tv-magasinet Smagsdommerne på DR2 og som vært på radioprogrammet Romerriget, der blev sendt på Radio24syv.
I 1998 spillede han reklamemanden Axel i Lars von Triers film Idioterne.
Knud Romer er forfatteren i P1-programmet Filosoffen, forfatteren og fremtidskvinden (28 udsendelser, sendt i fire perioder – maj 2007, januar 2009, december 2010 og april 2011), sammen med Ole Fogh Kirkeby og Anne Skare Nielsen.
Han er også medvirkende på bandet Spleen Uniteds single "Sunset To Sunset", hvor han indtaler en kort monolog.
Han markerer sig også i diverse dagblade som kommentator ved at skrive kronikker og debatindlæg.
Romer siger om Danmark: »Vi er meget mere tyske, end vi er bevidste om. Men efter krigen i 1864 og Anden Verdenskrig har vi vendt hinanden ryggen og trukket en unaturlig grænse mellem de to lande, hvor overgangen i virkeligheden er glidende. Vi har mistet blikket for, hvad vi har tilfælles, for i virkeligheden er vi jo bare germanere hele vejen fra Wien op over Tyskland, Danmark, Sverige, Norge og til Island«.
Romer fik i 2018 diagnosen grøn stær. Han skriver fortsat og holder desuden foredrag.

## Priser og æresbevisninger
Forfatterskabet af Den som blinker er bange for døden gav Romer følgende priser og æresbevisninger:
- BG Banks Debutantpris
- Statens Kunstfonds Produktionspræmie
- Boghandlerklubbens hæderspris
- De Gyldne Laurbær
- Weekendavisens litteraturpris

## Privat
Knud Romer er barn af en tysk mor og en dansk far og voksede op i Nykøbing Falster. Han bor i Toldbodgade i København. Romer var indtil 2018 gift med violinisten Andrea Rebekka Alsted, med hvem han har to børn.